# Große Brandenburger Ausgabe
Die Große Brandenburger Ausgabe ist eine kommentierte
kritische Gesamtausgabe aller Texte von Theodor Fontane. Sie erscheint seit 1994. Gründer und erster Herausgeber war Gotthard Erler, seit 2010 sind Gabriele Radecke und  Heinrich Detering die verantwortlichen Herausgeber.  Die Große Brandenburger Ausgabe erscheint im Aufbau Verlag und ist auf 75 Bände konzipiert.

## Konzeption
Die Große Brandenburger Ausgabe ist die erste kritische und kommentierte Fontane-Studienausgabe in historischer Textgestalt. Alle Texte, die Fontane selbst als Buch separat veröffentlicht hat, werden innerhalb der GBA – im Unterschied zu den anderen Fontane-Ausgaben – als kommentierte Einzelbände herausgegeben. Ebenso publiziert werden Texte aus seinem Nachlass. Die Edition wird Fontanes poetisches, journalistisches und kritisches Werk, die autobiographischen, reiseliterarischen und biographischen Schriften, die Tagebücher und Briefe sowie die Übersetzungen und Anthologien ungekürzt veröffentlichen.
Bis 2022 sind 44 Bände erschienen.

## Bände

### I. Abteilung. Das erzählerische Werk
20 Bände. Berlin 1997 ff.
Hrsg. in Zusammenarbeit mit dem Theodor-Fontane-Archiv Potsdam. Editorische Betreuung: Christine Hehle.
- Band 1/2 »Vor dem Sturm« Hrsg. von Christine Hehle. Berlin 2011, ISBN 978-3-351-03114-5.
- Band 3 »Grete Minde. Nach einer altmärkischen Chronik« Bearb. von Claudia Schmitz. Berlin 1997, ISBN 3-351-03115-7.
- Band 4 »L'Adultera. Novelle« Hrsg. von Gabriele Radecke. Berlin 1998, ISBN 3-351-03116-5.
- Band 5 »Ellernklipp. Nach einem Harzer Kirchenbuch« Hrsg. von Christine Hehle und Christina Salmen. Berlin 2012, ISBN 978-3-351-03117-6.
- Band 6 »Schach von Wuthenow. Erzählung aus der Zeit des Regiments Gensdarmes« Bearb. von Katrin Seebacher. Berlin 1997, ISBN 3-351-03118-1.
- Band 7 »Graf Petöfy. Roman« Hrsg. von Petra Kabus. Berlin 1999, ISBN 3-351-03119-X.
- Band 8 »Unterm Birnbaum« Bearb. von Christine Hehle. Berlin 1997, ISBN 3-351-03120-3.
- Band 9 »Cécile« Hrsg. von Hans Joachim Funke und Christine Hehle. Berlin 2000, ISBN 3-351-03121-1.
- Band 10 »Irrungen, Wirrungen. Roman« Bearb. von Karen Bauer. Berlin 1997, ISBN 3-351-03122-X.
- Band 11 »Stine« Hrsg. von Christine Hehle. Berlin 2000, ISBN 3-351-03123-8.
- Band 12 »Quitt. Roman« Hrsg. von Christina Brieger. Berlin 1999, ISBN 3-351-03124-6.
- Band 13 »Unwiederbringlich. Roman« Hrsg. von Christine Hehle. Berlin 2003, ISBN 3-351-03125-4.
- Band 14 »Frau Jenny Treibel oder ›Wo sich Herz zum Herzen find't‹« Hrsg. von Tobias Witt. Berlin 2005, ISBN 3-351-03126-2.
- Band 15 »Effi Briest. Roman« Hrsg. von Christine Hehle. Berlin 1998, ISBN 3-351-03127-0.
- Band 16 »Die Poggenpuhls« Hrsg. von Gabriele Radecke. Berlin 2006, ISBN 3-351-03128-9.
- Band 17 »Der Stechlin. Roman« Hrsg. von Klaus-Peter Möller. Berlin 2001, ISBN 3-351-03129-7.
- Band 18 Frühe Erzählungen [Geschwisterliebe; Zwei Post-Stationen; Tuch und Locke; James Monmouth; Goldene Hochzeit] Hrsg. von Tobias Witt. Berlin 2002, ISBN 3-351-03130-0.
- Band 19 »Von vor und nach der Reise. Plaudereien und kleine Geschichten« Hrsg. von Walter Hettche und Gabriele Radecke. Berlin 2007, ISBN 978-3-351-03131-2.
- Band 20 »Mathilde Möhring« Hrsg. von Gabriele Radecke. Berlin 2008, ISBN 978-3-351-03132-9.
- Ein als Band 21 vorgesehener Band „Fragmente“ erschien 2016 außerhalb der Reihe zweibändig (Texte und Kommentare) im Walter de Gruyter Verlag.

### II. Abteilung. Gedichte
3 Bände. Erste Ausgabe Berlin 1989. Zweite, durchgesehene und erweiterte Auflage Berlin 1995.
- Band 1: Gedichte (Sammlung 1898), Aus den Sammlungen ausgeschiedene Gedichte. Hrsg. von Joachim Krueger und Anita Golz. Zweite, durchgesehene und erweiterte Auflage Berlin 1995, ISBN 3-351-03103-3.
- Band 2: Einzelpublikationen, Gedichte in Prosatexten, Gedichte aus dem Nachlaß. Hrsg. von Joachim Krueger und Anita Golz. Zweite, durchgesehene und erweiterte Auflage Berlin 1995, ISBN 3-351-03103-3.
- Band 3: Gelegenheitsgedichte aus dem Nachlaß, Hamlet-Übersetzung, Dramenfragmente. Hrsg. von Joachim Krueger und Anita Golz. Zweite, durchgesehene und erweiterte Auflage Berlin 1995, ISBN 3-351-03100-9.

### III. Abteilung. Das autobiographische Werk
Berlin 2014 ff. Hrsg. von Gabriele Radecke und Heinrich Detering, noch nicht vollständig.
Der Band Von Zwanzig bis Dreißig wurde aus Mitteln des Leibniz-Preises der Deutschen Forschungsgemeinschaft gefördert.
- Band 3 »Von Zwanzig bis Dreißig. Autobiographisches«. Hrsg. von der Theodor Fontane-Arbeitsstelle, kommentiert von Wolfgang Rasch. Berlin 2014, ISBN 978-3-351-03135-0.

### IV. Abteilung. Das reiseliterarische Werk
Berlin 2017 ff. Hrsg. von Gabriele Radecke und Heinrich Detering, noch nicht vollständig
- Band 1 Ein Sommer in London. Hrsg. von Maren Ermisch in Zusammenarbeit mit der Theodor Fontane-Arbeitsstelle. Berlin 2022, ISBN 978-3-351-03933-2.
- Band 2 Jenseit des Tweed. Bilder und Briefe aus Schottland. Hrsg. von Maren Ermisch in Zusammenarbeit mit der Theodor Fontane-Arbeitsstelle. Berlin 2017, ISBN 978-3-351-03137-4.

### V. Abteilung. Wanderungen durch die Mark Brandenburg
8 Bände. Berlin 1994–1997. Bände 1–5: Erste Ausgabe Berlin 1976–1987; Bände 6,7: Erste Ausgabe Berlin 1991
- Band 1: Erster Teil: Die Grafschaft Ruppin. Hrsg. von Gotthard Erler und Rudolf Mingau. Berlin 1997, ISBN 3-351-03105-X.
- Band 2: Zweiter Teil: Das Oderland. Barnim-Lebus. Hrsg. von Gotthard Erler und Rudolf Mingau. Zweite Auflage Berlin 1994, ISBN 3-351-02142-9.
- Band 3: Dritter Teil: Havelland. Die Landschaft um Spandau, Potsdam, Brandenburg. Hrsg. von Gotthard Erler und Rudolf Mingau. Zweite Auflage Berlin 1994, ISBN 3-351-02143-7.
- Band 4: Vierter Teil. Spreeland. Beeskow-Storkow und Barnim-Teltow. Hrsg. von Gotthard Erler und Rudolf Mingau. Zweite Auflage Berlin 1994, ISBN 3-351-03108-4.
- Band 5: Fünf Schlösser. Altes und Neues aus Mark Brandenburg. Hrsg. von Gotthard Erler und Rudolf Mingau unter Mitarbeit von Therese Erler. Zweite Auflage Berlin 1994, ISBN 3-351-03109-2.
- Band 6: Dörfer und Flecken im Lande Ruppin. Unbekannte und vergessene Geschichten aus der Mark Brandenburg I. Hrsg. von Gotthard Erler unter Mitarbeit von Therese Erler. Berlin 1991, ISBN 3-351-02020-1.
- Band 7: Das Ländchen Friesack und die Bredows. Unbekannte und vergessene Geschichten aus der Mark Brandenburg II. Hrsg. von Gotthard Erler unter Mitarbeit von Therese Erler. Berlin 1991, ISBN 3-351-02061-9.
- Band 8: Personenregister, Geographisches Register. Bearb. von Rita Reuter unter Mitarbeit von Alfred Frank. Berlin 1997, ISBN 3-351-03112-2.

### VII. Abteilung. Das kritische Werk
Hrsg. von Gabriele Radecke und Heinrich Detering, geplant weitere 5 Bände.
Die Theaterkritiken wurden von der Fritz Thyssen Stiftung sowie aus Mitteln des Leibniz-Preises der Deutschen Forschungsgemeinschaft gefördert
Theaterkritik 1870–1894. Vier Bände. Hrsg. von Debora Helmer und Gabriele Radecke
- Band 1. 1870–1877, 2018
- Band 2. 1878–1882, 2018
- Band 3. Kritiken 1883–1894 und weitere Texte, 2018
- Band 4. Kommentare, Verzeichnisse und Register, 2018

### XI. Abteilung. Tage- und Reisetagebücher
3 Bände. Berlin 1994–2012
Die Bände 1 und 2 entstanden in Zusammenarbeit mit dem Theodor-Fontane-Archiv Potsdam und wurden gefördert durch das Ministerium für Wissenschaft, Forschung und Kultur des Landes Brandenburg.
- Band 1: Tagebücher 1852, 1855–1858. Hrsg. von Charlotte Jolles unter Mitarbeit von Rudolf Muhs. Berlin 1994, ISBN 3-351-03100-9.
- Band 2: Tagebücher 1866–1882, 1884–1898. Hrsg. von Gotthard Erler unter Mitarbeit von Therese Erler. Berlin 1994, ISBN 3-351-03100-9.
- Band 3: Reisetagebücher. Hrsg. von Gotthard Erler und Christine Hehle. Berlin 2012, ISBN 978-3-351-03101-5.

### XII. Abteilung. Briefe Emilie und Theodor Fontane
Der Ehebriefwechsel. 3 Bände. Berlin 1998. Die Bände entstanden mit Unterstützung des Theodor-Fontane-Archivs Potsdam.
- Band 1: Dichterfrauen sind immer so. Der Ehebriefwechsel 1844–1857. Hrsg. von Gotthard Erler unter Mitarbeit von Therese Erler. Berlin 1998, ISBN 3-351-03133-5.
- Band 2: Geliebte Ungeduld. Der Ehebriefwechsel 1857–1871. Hrsg. von Gotthard Erler unter Mitarbeit von Therese Erler. Berlin 1998, ISBN 3-351-03133-5.
- Band 3: Die Zuneigung ist etwas Rätselvolles. Der Ehebriefwechsel 1873–1898. Hrsg. von Gotthard Erler unter Mitarbeit von Therese Erler. Berlin 1998, ISBN 3-351-03133-5.